# Okrug Donji
Okrug Donji falu Horvátországban Split-Dalmácia megyében. Közigazgatásilag Okrug községhez tartozik.

## Fekvése
Trogir központjától 5 km-re délnyugatra, Dalmácia középső részén, Čiovo szigetének nyugati részén, a Saldun-öböl délnyugati partján  fekszik. Újabb településrésze alakult ki a sziget nyugati végét képező Okrug-fok körül és tőle délre a Krušica-öbölben.

## Története
A régészeti leletek tanúsága szerint a sziget már a római korban lakott volt. A középkorban többnyire a magányra vágyó remeték éltek rajta. Okrug neve 1461-ben fordul elő írott forrásban először. Betelepülése a 15. században a kontinensen fekvő velencei terület elleni sorozatos török támadások hatására indult meg, mivel a lakosság nagy része ekkor a biztonságosabb szigetekre települt át. Paolo Andreis 17. századi trogiri történetíró Trogir történetéről írt művében (Andreis: Storia della città di Traù Split, 1977-78.) írja, hogy az első žednoi és okrugi telepesek 1461. május 5-én kötöttek ki a szigeten. Nagyobb betelepülési hullám volt, amikor a török 1537-ben bevette Klissza várát. 1797-ben a Velencei Köztársaság megszűnésével a település Habsburg Birodalom része lett. 1806-ban Napóleon csapatai foglalták el és 1813-ig francia uralom alatt állt. Napóleon bukása után ismét Habsburg uralom következett, mely az első világháború végéig tartott. 1880-ban 55, 1910-ben 94 lakosa volt. Az I. világháború után rövid ideig az Olasz Királyság, ezután a Szerb-Horvát-Szlovén Királyság, majd Jugoszlávia része lett. Lakossága 2011-ben 268 fő volt, akik a turizmus mellett halászatból és mezőgazdaságból (szőlő- és olívatermelés) éltek.

## Lakosság
| Lakosság változása | Lakosság változása | Lakosság változása | Lakosság változása | Lakosság változása | Lakosság változása | Lakosság változása | Lakosság változása | Lakosság változása | Lakosság változása | Lakosság változása | Lakosság változása | Lakosság változása | Lakosság változása | Lakosság változása | Lakosság változása |
| ------------------ | ------------------ | ------------------ | ------------------ | ------------------ | ------------------ | ------------------ | ------------------ | ------------------ | ------------------ | ------------------ | ------------------ | ------------------ | ------------------ | ------------------ | ------------------ |
| 1857               | 1869               | 1880               | 1890               | 1900               | 1910               | 1921               | 1931               | 1948               | 1953               | 1961               | 1971               | 1981               | 1991               | 2001               | 2011               |
| 0                  | 0                  | 55                 | 71                 | 104                | 94                 | 0                  | 0                  | 147                | 143                | 146                | 106                | 97                 | 126                | 213                | 268                |

(1857-ben, 1869-ben, 1921-ben és 1931-ben lakosságát Okrug Gornjihoz számították.)

## Nevezetességei
- A település keleti részén található a Keresztelő Szent János templom. A templom 1630-ban épült a Racettini család nyári rezidenciája közelében. A család 1385-ben költözött Nápolyból Trogirra. A Pantera-öblöt, ahol a nyaraló épült róluk később Racetinovac-öbölnek neveztél át.[3]
- A kis Sveta Fumija-szigeten a késő ókori – kora középkori Szent Eufémia templom és trogiri bencések gazdasági épületeinek maradványai találhatók.[6] Egyhajós, félköríves apszisú, kelet-nyugati tájolású épület. A templomhajó déli fala mentén téglalap alakú, a keleti falon támpilléres melléképületet alakítottak ki. A szerzetesek rendszerint itt töltötték a böjti időszakot, ahol főként halászattal foglalkoztak. A helyi hagyomány úgy tartja, hogy a templom körül régen sírokat is találtak. Eszerint ez a hely nemcsak az itt tartózkodás céljára, hanem temetkezési helyül is szolgált.[3]
- A Sveta Fumijától nyugatra fekvő kis Kraljevac-sziget arról kapta a nevét, hogy a legenda szerint 1242-ben a tatárok előli menekülése idején IV. Béla magyar király itt tartózkodott. A szigeten bencés kolostor maradványai láthatók.[2]
- A Racetini-nyaraló romos maradványai[7] a tenger közelében, Ciovo szigetének északnyugati oldalán találhatók. Az épület földszintből és első emeletből állt. A földszint elején két négyzet alakú, egyszerű kőkeretes ablak és egy téglalap alakú bejárati ajtó található. A ház déli homlokzatán a földszint magasságában az egykori boltozat részét képező ovális ív látható. A ház északi homlokzata mellett, egy egyszerű családi kápolna állt, melynek keleti homlokzatán volt a bejárati ajtaja. A teteje nyeregtető volt, erre utal a megmaradt háromszög alakú oromzat is. A kúria egyszerűen faragott kőtömbökből 1630-ban épült.
- A Kancelirovac-öböl partjától körülbelül 200 m-re, Ciovo szigetének északnyugati oldalán egy mezőn, a „pod polaču” nevű helyen találhatók a Kancelirovac-nyaraló romos maradványai.[8] A nyaraló durván faragott kőtömbökből épült. A délkeleti homlokzat teljesen megmaradt. Az északkeleti és délnyugati homlokzatot részben hagyták meg, míg az északit teljesen lebontották. Az 1830-as kataszteri térképen a hely „ruina di castelo Giovani Fabrieri e ruina di casa” névvel szerepelt.